# Саут-Парк (Вайомінг)
Саут-Парк (англ. South Park) — переписна місцевість (CDP) в США, в окрузі Тетон штату Вайомінг. Населення — 1908 осіб (2020).

## Географія
Саут-Парк розташований за координатами 43°25′32″ пн. ш. 110°47′55″ зх. д. / 43.42556° пн. ш. 110.79861° зх. д. (43.425500, -110.798549).  За даними Бюро перепису населення США в 2010 році переписна місцевість мала площу 30,34 км², з яких 29,62 км² — суходіл та 0,71 км² — водойми.

## Демографія
Згідно з переписом 2010 року, у переписній місцевості мешкала 1731 особа в 659 домогосподарствах у складі 466 родин. Густота населення становила 57 осіб/км².  Було 803 помешкання (26/км²).
Расовий склад населення:
| - 94,0 % — білих - 0,5 % — азіатів - 0,2 % — корінних американців - 0,1 % — вихідців з тихоокеанських островів - 0,1 % — чорних або афроамериканців - 3,8 % — осіб інших рас |

До двох чи більше рас належало 1,4 %. Частка іспаномовних становила 5,9 % від усіх жителів.
За віковим діапазоном населення розподілялося таким чином: 27,2 % — особи молодші 18 років, 67,0 % — особи у віці 18—64 років, 5,8 % — особи у віці 65 років та старші. Медіана віку мешканця становила 39,2 року. На 100 осіб жіночої статі у переписній місцевості припадало 100,1 чоловіків;  на 100 жінок у віці від 18 років та старших — 97,0 чоловіків також старших 18 років.
Середній дохід на одне домашнє господарство  становив 117 512 долари США (медіана — 97 286), а середній дохід на одну сім'ю — 136 818 доларів (медіана — 101 855). 
Цивільне працевлаштоване населення становило 998 осіб. Основні галузі зайнятості: мистецтво, розваги та відпочинок — 27,4 %, освіта, охорона здоров'я та соціальна допомога — 20,5 %, науковці, спеціалісти, менеджери — 12,4 %, транспорт — 8,5 %.